# Kołe Nedełkowski

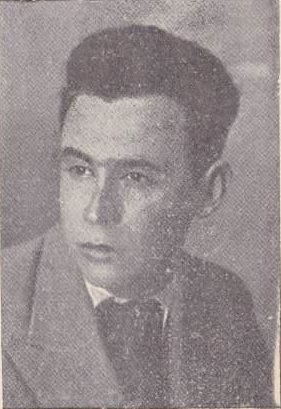

Kołe Nedełkowski (oryg. mac. i bułg. Коле Неделковски; ur. 1912, zm. 1941) – macedoński poeta i działacz Bułgarskiej Partii Komunistycznej.

## Życiorys
Urodził się w Macedonii jako Kołe Nedełkow. W 1933, zagrożony aresztowaniem z powodu zaangażowania w ruchu komunistycznym, zbiegł z Jugosławii do Bułgarii. W 1938 przystąpił do Macedońskiego Kółka Literackiego działającego w Sofii, funkcjonującego nielegalnie stowarzyszenia imigrantów z Macedonii, w szczególności tych zajmujących się twórczością literacką. Członkowie Kółka spotykali się, by czytać własne utwory i analizować starsze teksty macedońskie, literackie i teoretyczne (m.in. Krste Misirkowa). Większość członków organizacji posługiwała się w poezji językiem bułgarskim. Nedełkowski, obok Wenko Markowskiego, był jedynym wyjątkiem, konsekwentnie posługiwał się bowiem wyłącznie rodzimym dialektem macedońskim. Działalność Kółka zamarła w 1941. Wszyscy członkowie organizacji byli zaangażowani w ruch komunistyczny.
Nedełkowski wydał dwa tomy wierszy: Błyskawice, opublikowane w 1940, oraz Piechotą po świecie w 1941. W obydwu poruszał tematykę trudnej sytuacji materialnej i społecznej Macedończyków, jak również zapowiadał jej poprawę. W tym samym roku poeta zginął w niejasnych okolicznościach: ścigany przez bułgarską policję za swoją działalność w komunistycznym ruchu oporu, popełnił samobójstwo, wyskakując z okna strychu domu, w którym przebywał, lub został z niego wyrzucony.